# Wijshagen
Wijshagen – dzielnica (deelgemeente) gminy Oudsbergen w Belgii, w Regionie Flamandzkim, w prowincji Limburgia, w okręgu Maaseik. 1 stycznia 2020 roku liczyła 1642 mieszkańców. Do 31 grudnia 1970 samodzielna gmina. 

## Demografia
Liczba mieszkańców, stan na 1 stycznia:
| Rok                | 1930 | 1961 | 2020 |
| ------------------ | ---- | ---- | ---- |
| Liczba mieszkańców | 398  | 635  | 1642 |